# Xanthorhoe transcissa
Xanthorhoe transcissa är en fjärilsart som beskrevs av W. Warren 1902. Xanthorhoe transcissa ingår i släktet Xanthorhoe och familjen mätare. Inga underarter finns listade i Catalogue of Life.